# گارمیش-پارتن کیرخن (ناحیه)
ناحیه گارمیش-پارتن کیرشن (به آلمانی: Garmisch-Partenkirchen) یک ناحیه روستایی در آلمان است که در باواریای علیا واقع شده‌است.

## خصوصیات
ناحیه گارمیش-پارتن کیرشن  ۸۶٬۶۰۰ نفر جمعیت دارد.

## شهرک‌ها و شهرداری‌ها
The district includes no towns. All places have the status of شهرداری.
| 1. باد بایرزوین 2. باد کولگروب 3. اشنلوهه 4. اتال 5. فارشانت 6. گارمیش-پارتنکیرشن 7. گرایناو 8. گروسوایل | 1. کرون 2. میتنوالد 3. مورناو ام اشتافلزی 4. اوبر آمرگاو 5. اوبراو 6. اولشتات 7. ریگزی 8. زاولگروب | 1. شوایگن 2. زیهاوزن 3. اشپاتسن هاوزن 4. اوفینگ 5. اونتر آمرگاو 6. والگاو |